# 四端説
四端説（したんせつ）は、性善説を唱えた戦国時代中国の儒家孟子の道徳学説。四端とは、惻隠（そくいん）、羞悪（しゅうお）または廉恥（れんち）、辞譲（じじょう）、是非（ぜひ）の4つの感情の総称である。

## 概要
『孟子』公孫丑章句上篇によれば、孟子は、公孫丑上篇に記されている性善説の立場に立って人の性が善であることを説き、続けて仁・義・礼・智の徳（四徳）を誰もが持っている4つの心に根拠付けた。
その説くところによれば、人間には誰でも「四端（したん）」の心が存在する。「四端」とは「四つの端緒、きざし」という意味で、それは、
- 「惻隠」（他者を見ていたたまれなく思う心）
- 「羞悪」（不正や悪を憎む心）または「廉恥」（恥を知る心）
- 「辞譲」（譲ってへりくだる心）
- 「是非」（正しいこととまちがっていることを判断する能力）

の4つの道徳感情である。この四端を努力して拡充することによって、それぞれが仁・義・礼・智という人間の4つの徳に到達するというのである。
言い換えれば、
- 「惻隠」は仁の端
- 「羞悪」（「廉恥」）は義の端
- 「辞譲」は礼の端
- 「是非」は智の端

ということであり、心に兆す四徳の芽生えこそが四端である。
たとえば、幼児が井戸に落ちそうなのをみれば、どのような人であっても哀れみの心（惻隠の情）がおこってくる。これは利害損得を越えた自然の感情である。
したがって、人間は学んで努力することによって自分の中にある「四端」をどんどん伸ばすべきであり、それによって人間の善性は完全に発揮できるとし、誰であっても「聖人」と呼ばれるような偉大な人物になりうる可能性が備わっていると孟子は主張する。また、この四徳を身につけるなかで養われる強い精神力が「浩然の気」であり、これを備え、徳を実践しようとする理想的な人間を称して「大丈夫」と呼んだ。
なお、四端については、南宋の朱熹の学説（朱子学）では、「端は緒なり」ととらえ、四徳が本来心に備わっているものであるとして、それが心の表面に現出する端緒こそが四端であると唱え、以後、四端説において支配的な見解となった。